# Акмолінська область (Російська імперія)
54°58′00″ пн. ш. 73°23′00″ сх. д. / 54.966666944444° пн. ш. 73.383330277778° сх. д.
Акмолінська область (Омська область в 1918–1920) — область Російської імперії, створена в 1868, її центром був Омськ.

## Історія
До її складу входили Акмолінський, Атбасарський, Кокчетавський, Омський та Петропавловський повіти.
До 1882 Акмолинська область входила до Західно-Сибірського генерал-губернаторства.
Згодом Західно-Сибірське генерал-губернаторство було скасовано й створено Степове генерал-губернаторство.
До Степового генерал-губернаторства Акмолінська область увійшла як адміністративна одиниця разом із Семипалатинською та Тургайською областями. Одночасно Томська й Тобольська губернії отримали права, якими користувалися губернії європейської частини Російської імперії, і до генерал-губернаторств більше не входили, а безпосередньо підпорядковувалися Петербургу. Центром новоствореного Степового генерал-губернаторства теж став Омськ.
У січні 1918 рішенням обласного з'їзду селянських депутатів Акмолінську область перейменовано на Омську; до неї приєднано Тарський та Тюкалинський повіти Тюменської (колишньої Тобольської) губернії.
3 січня 1920 Постановою Сибревкому Омська область перетворена в Омську губернію.

## Населення
Згідно з даними перепису населення Російської імперії 1897 року в області мешкало 682608 осіб. Мовний склад населення був таким:
| Мова             | Число ос. | Відсоток |
| ---------------- | --------- | -------- |
| киргиз-кайсацька | 427389    | 62,61    |
| російська        | 174292    | 25,53    |
| українська       | 51103     | 7,49     |
| татарська        | 10819     | 1,58     |
| мордовська       | 8546      | 1,25     |
| німецька         | 4791      | 0,7      |
| Їдиш             | 1613      | 0,24     |
| польська         | 1142      | 0,17     |
| латиська         | 544       | 0,08     |
| естонська        | 375       | 0,05     |
| сартська         | 368       | 0,05     |
| узбецька         | 313       | 0,05     |
| білоруська       | 246       | 0,04     |
| пермяцька        | 203       | 0,03     |
| Інші             | 864       | 1,3      |